# Bocciardatura

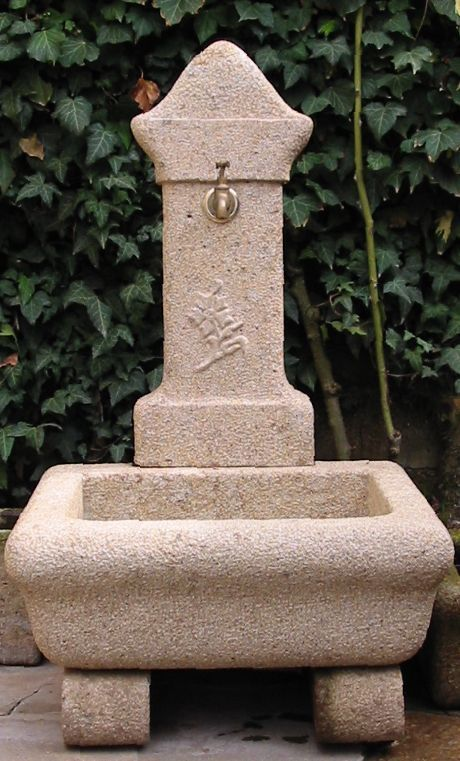
Fontanella in pietra bocciardata

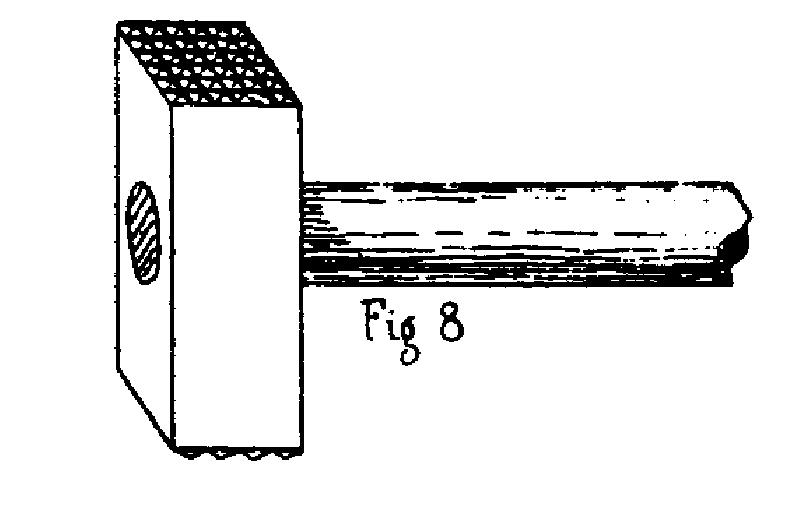
Bocciarda in un'illustrazione del XIX secolo

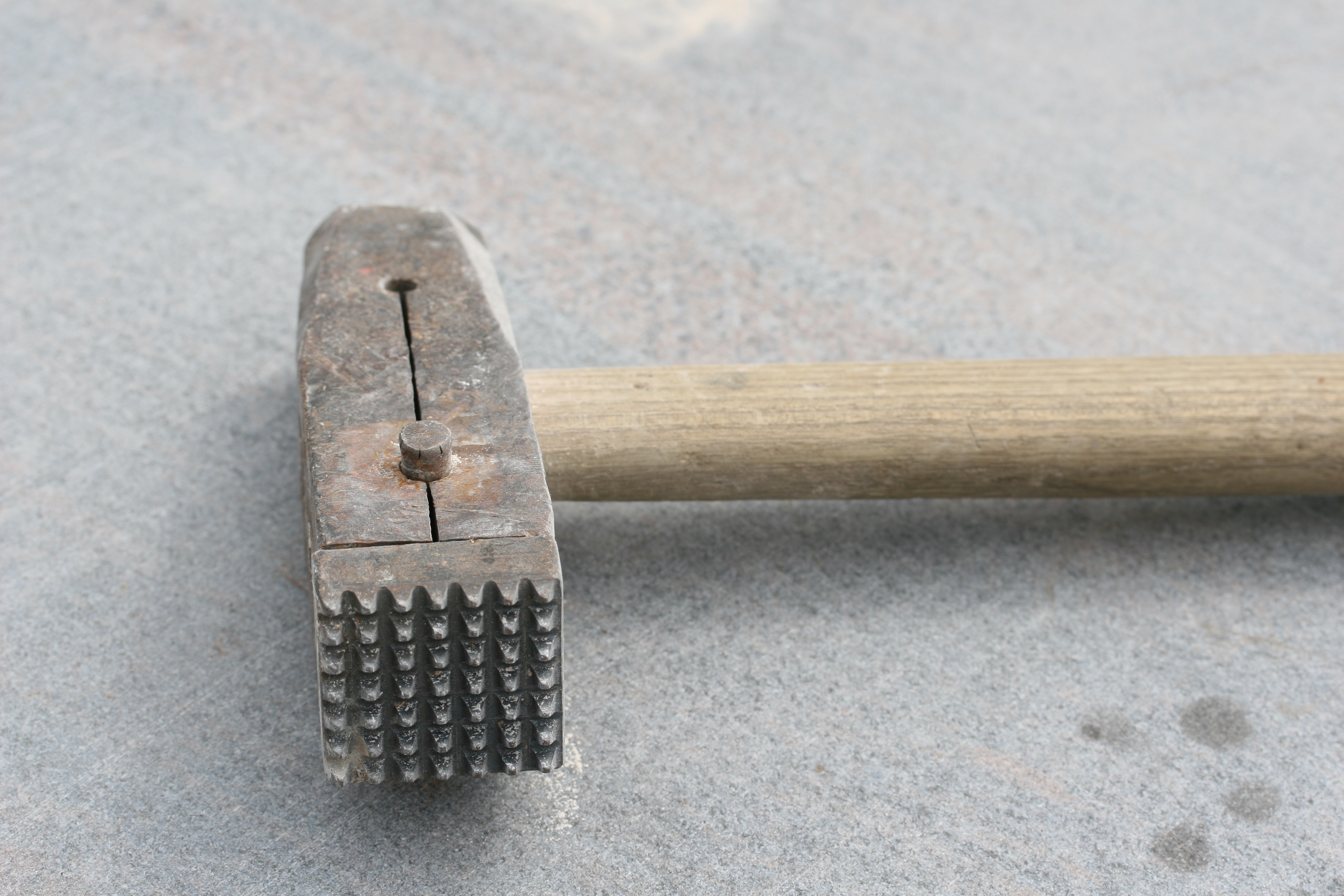
Bocciarda

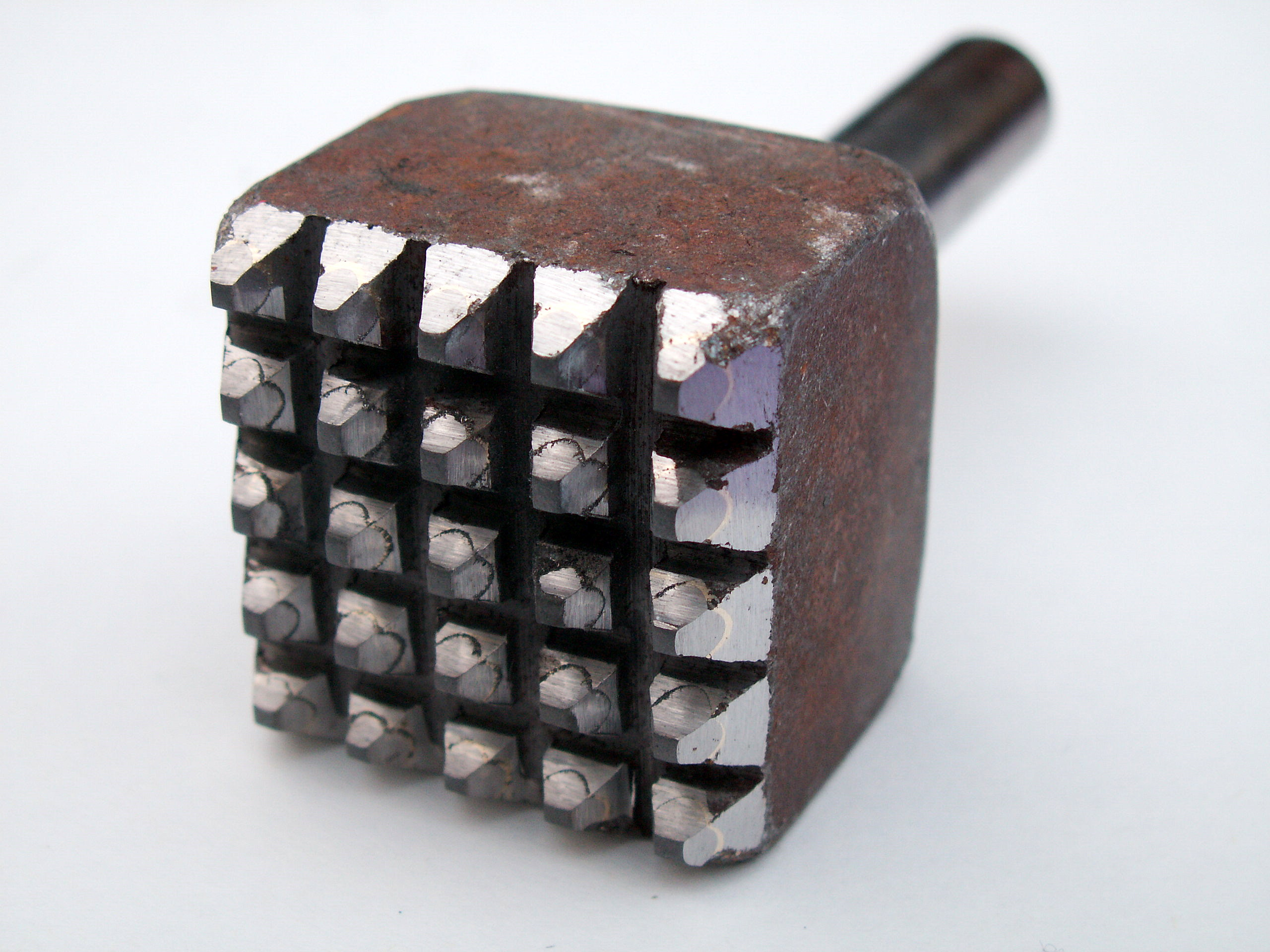
Piastra intercambiabile

La bocciardatura è una lavorazione superficiale di elementi lapidei da lasciare a vista, che crea una superficie leggermente corrugata, conferendo un aspetto simile al materiale naturale. Risulta utilizzabile praticamente su tutti i tipi di materiali lapidei.
Le texture dalla superficie "rustica", ottenute dalla bocciardatura, sono da sempre apprezzate per le sue valenze chiaroscurali, ed anche perché rendono l'aspetto del manufatto esteticamente più durevole, visto che sulla superficie bocciardata non sono rilevabili successivi piccoli distacchi e sfogliature.
Oggi si usa molto spesso per rivestimenti e pavimentazioni esterne grazie alle caratteristiche antiscivolo che caratterizzano questa finitura.

## Bocciardatura tradizionale
Tradizionalmente veniva eseguita con uno speciale martello detto bocciarda la cui testa in acciaio temperato presentava piccole e fitte punte piramidali (o anche coniche) ed il cui uso è documentato fin dal medioevo, anche se lavorazioni simili sono state riconosciute su resti architettonici e scultorei classici. L'artigiano scalpellino, percuotendo ripetutamente con tale utensile elementi edilizi lapidei di un certo spessore, otteneva una superficie irregolare dal caratteristico aspetto "grezzo" e naturale, variabile a seconda della misura delle punte.

## Bocciardatura moderna
La lavorazione, effettuata a mano, era considerata molto difficoltosa e costosa a causa delle tempistiche necessarie a realizzarla. Il termine francese “boucharde”, che denomina la bocciarda, è già documentato in un testo di Étienne Binet (vissuto a cavallo tra XVI e XVII secolo). Nel suo libro pubblicato a Rouen nel 1621, descrive gli utensili utilizzati per la lavorazione della pietra: "Rondelles. Becq-d'asnes. Martellines qui ont une pointe d'une costé, une plane de l'autre. Bouchardes qui sont en pointe de Diamant", 
In tempi moderni la bocciarda è stata sostituita da martelli pneumatici dotati all'estremità di apposite piastre diamantate intercambiabili.
Nel 1989 è stata brevettata, da parte di una ditta friulana di Pordenone, la prima rotobocciardatrice, utensile che sostituisce il sistema di "picchiettio" sulla lastra con quello di rotolamento da parte di un rullo folle con punte in widia.
Ciò ha permesso di poter effettuare questa lavorazione anche su lastre di piccolo spessore, di velocizzare notevolmente la produzione e, di conseguenza, di abbattere i costi.
Dagli sviluppi di questo utensile nato dalle necessità di economizzare la bocciardatura sono nati altri utensili (varianti della rotobocciardatrice) con i quali si possono ottenere, sulle lastre di marmo o di pietra, vari tipi di lavorazione: dalla bocciardatura molto grossa (spuntatura) alla bocciardatura molto fine, oltre a vari tipi di rigature, sia per motivi estetici, sia per realizzare superfici antisdrucciolo.

## Bocciardatura del calcestruzzo
Viene detta ugualmente "bocciardatura" un'analoga lavorazione eseguita sul calcestruzzo armato a facciavista in opera o su elementi prefabbricati di calcestruzzo, che viene eseguita con la bocciarda, con un apposito rullo o con una punta da montare su un piccolo martello pneumatico. La lavorazione viene eseguita qualche tempo dopo il disarmo su una superficie più o meno indurita.